# Плясоватка
Плясова́тка — село в Верхнехавском районе Воронежской области.
Административный центр Плясоватского сельского поселения.

## Население
| 2000 | 2005 | 2010 |
| ---- | ---- | ---- |
| 307  | ↘301 | ↘259 |

## Улицы
- ул. Высотная,
- ул. Заречная,
- ул. Прудовая.